# 재규어 XK120

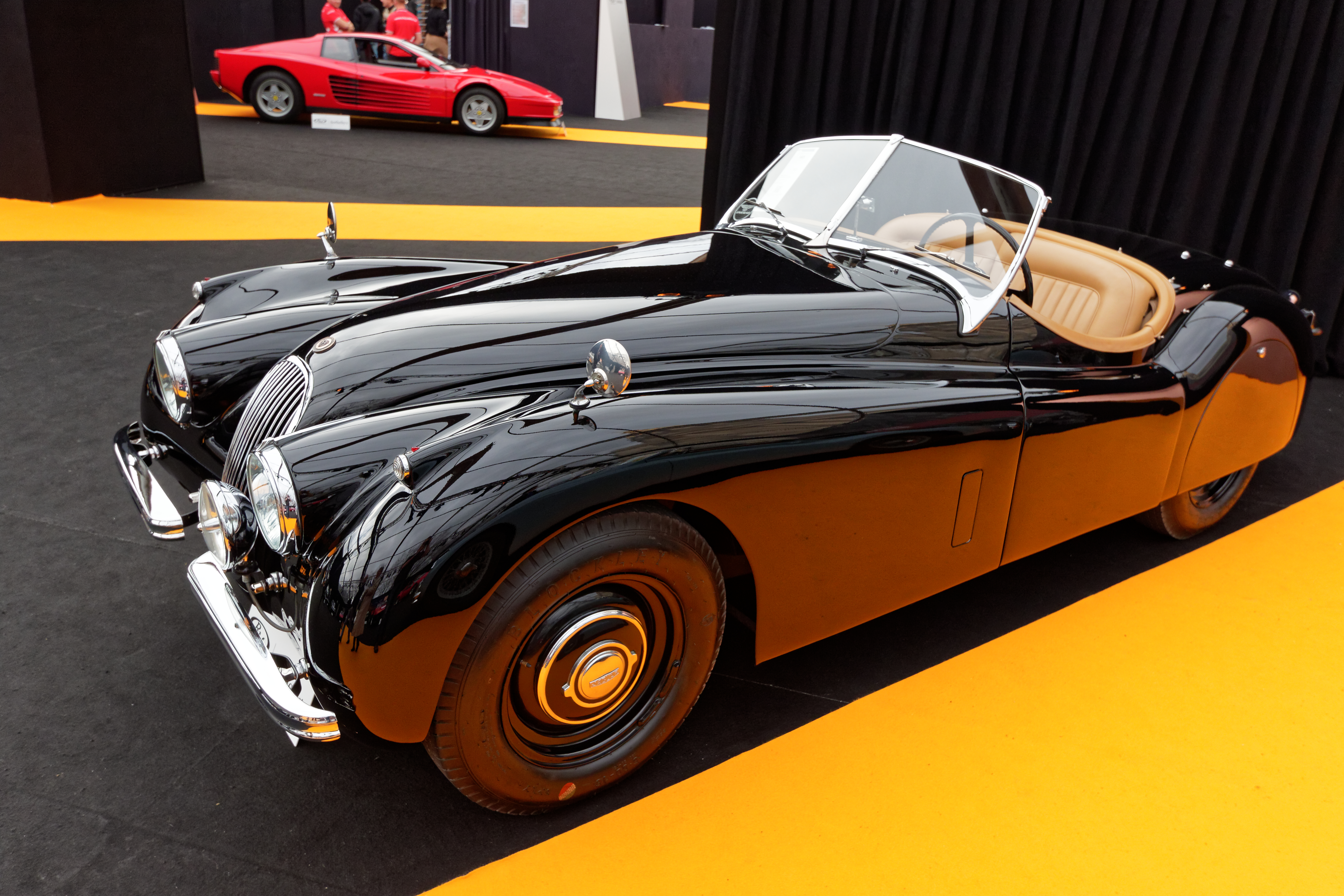

재규어 XK120은 재규어 자동차가 1948년부터 1954년까지 제조한 로드스터 스포츠카이다. 1939년 생산이 종료된 SS 100 이후로 재규어 최초의 스포츠카였다. 듀얼존 기후 통제를 갖춘 자동차로서 무게는 1286kg이며 휘발유로 운행한다.

## 생산
|                 | Right-hand | Left-hand | 전체  |
| --------------- | ---------- | --------- | ----- |
| Open two-seater | 1170       | 6436      | 7606  |
| Fixed-head      | 195        | 2477      | 2672  |
| Drop-head       | 295        | 1472      | 1767  |
| 전체            | 1660       | 10385     | 12045 |